# Acma'ut
Acma'ut (hebrejsky: עצמאות; doslova „Nezávislost“, oficiálně též סיעת העצמאות, Si'at ha-acma'ut, „Strana nezávislosti“) je izraelská sionistická centristická politická strana založená v roce 2011 Ehudem Barakem. Strana se neúčastnila předčasných parlamentních voleb v lednu 2013 a její předseda oznámil odchod z politické scény.

## Okolnosti vedoucí k vzniku strany
Ehud Barak jako předseda Izraelské strany práce vstoupil roku 2009 po volbách do Knesetu do koaliční vlády Benjamina Netanjahu. V této vládě kromě strany Likud Benjamina Netanjahu zasedly i strany ultraortodoxních Židů (Šas) nebo strany sekulární ale nacionalisticky orientované (například Jisra'el Bejtejnu).
Spojení středolevicově orientované Strany práce s těmito subjekty bylo v rámci této strany předmětem opakované kritiky. Stranické preference kvůli vnitřním sporům klesly až na úroveň, kdy by v nových parlamentních volbách obdržela jen 5-6 mandátů. V lednu 2011 oznámili tři ministři za Stranu práce (Benjamin Ben Eliezer, Jicchak Herzog, Avišaj Braverman), kteří kromě Ehuda Baraka zasedali ve vládě Benjamina Netanjahu, že jejich strana by měla opustit vládu, pokud se nepodaří obnovit mírový proces s Palestinci.

## Odchod Ehuda Baraka ze Strany práce a vznik nové strany
17. ledna 2011 oznámil Ehud Barak, že odchází ze Strany práce a s dalšími čtyřmi poslanci Knesetu (Šalom Simchon, Ejnat Wilf, Orit Noked a Matan Vilnaj) zakládá novou politickou stranu nazvanou Acma'ut. Tu Ehud Barak definoval jako sionistickou, centristickou a demokratickou politickou formaci, přičemž kritizoval Stranu práce že v ní převládají postsionistické a postmoderní názory. Prohlásil také: „Dospěli jsme k názoru, že nadešel čas ukončit anomálii v politickém životě, v jejímž rámci existovaly ve skutečnosti dvě strany práce.“
Členové nové strany také zmiňují, že jejich inspirací při hledání orientace nového uskupení je strana Mapaj a její hlavní představitel David Ben Gurion. Poslankyně Ejnat Wilf: „Uvnitř Strany práce byly přinejmenším dvě frakce; někteří by řekli, že ještě mnohem víc. Jedna, která se stále více posouvala doleva a hleděla na spolupráci s vládou jako na něco neudržitelného, vnímající sebe sama jako čistou opozici, a jiná frakce, která viděla jako správnou věc spolupracovat s pragmatickými a umírněnými prvky v Likudu, a odrážela to, kam by její členové rádi viděli, aby se ubírala celá Strana práce, směrem k něčemu více centristickému, něčemu co se vrací ke kořenům jako Mapaj, k více centristické a bengurionovské straně.“

## Dopad vzniku nové strany na politický systém Izraele
Ještě téhož dne, kdy Ehud Barak ohlásil odchod ze Strany práce, oznámili tři zbylí ministři za tuto stranu rezignaci z koaliční vlády. Ehud Barak pak zahájil koaliční vyjednávání s Benjaminem Netanjahu o podmínkách účasti jeho nové politické formace ve vládě. Odchodem Baraka a jeho stoupenců poklesl počet poslanců za Stranu práce na osm, čímž klesla na nejnižší úroveň ve své historii.
18. ledna 2011 bylo oznámeno, že strana Acma'ut bude mít ve vládě Benjamina Netanjahu čtyři ministry. Svůj post si zachoval Ehud Barak. Do funkce ministryně zemědělství usedla Orit Noked, nově zřízený post ministra civilní obrany obsadil Matan Vilnaj, ministrem průmyslu a obchodu se stal dosavadní šéf rezortu zemědělství Šalom Simchon, který zároveň usedl i na post ministra pro menšiny.